# Polina Nevmovenko
Polina Nevmovenko (17 de junio de 2002) es una deportista de Rusia que compite en natación. Ganó una medalla de plata en el Campeonato Mundial Junior de Natación de 2017, en la prueba de 4 × 200 m libre.